# وادي خليص
وادي خليص أحد أودية محافظة خليص التابعة لمنطقة مكة المكرمة غرب المملكة العربية السعودية.

## الوصف
ينشأ وادي خليص من السفوح الجنوبية الغربية لحرة رهاط من مجموعة من الروافد التي تنحدر من خط تقسيم مياه الحرة إلى الشرق من قريتي القعر الأسفل والقعر الأعلى من ارتفاع يزيد على 1500 متر فوق مستوى سطح البحر٬ إضافة إلى عدد من الروافد التي تنحدر من جرف خط الصدع في جبال شيماء ناصر المكونة من الصخور النارية التي تعد امتدادًا للجرف الصدعي لجبال السروات نحو الشمال.
ومن أهم الأودية وادي عويبكة الذي يلتقي بوادي الحريف عند قرية الكامل ليشكلا معًا وادي المرواني الذي يشكل المجرى الرئيس لوادي خليص٬ وبعد حرة الخليصية الواقعة شمال مدينة خليص يتفرع الوادي إلى عدة أفرع على شكل دلتا تضم عددًا من المصبات لهذا الوادي٬ وتمتد بين خور المرة جنوبا ومدينة ثول شمالاً.